# Ђиро д’Италија 2018.
Ђиро д’Италија 2018 било је 101. издање етапне бициклистичке трке, једне од три Гранд тур трке — Ђиро д’Италије. Старт Ђира 2018 био је у Јерусалиму, у Израелу, у част прославе 70 година од стварања државе Израела. То је први пут у историји да је Ђиро стартовао ван Европе, а укупно 13 пут је стартовао ван Италије. У Израелу су вожене три етапе: индивидуални хронометар у Јерусалиму и двије равне етапе, Хајфа — Тел Авив и Биршеба — Еилат. Ђиро 2018 имао је осам етапа са циљем на успону и два хронометра, док је био мањи број спринтерских етапа него обично. Укупна дужина трке била је 3.546 km.
Након презентације руте, 29. новембра 2017, четвороструки побједник Тур де Франса — Крис Фрум изјавио је да ће возити Ђиро 2018, у покушају да оствари Ђиро — Тур дабл. Крајем децембра, побједник Ђира 2017 — Том Димулен, потврдио је да ће возити Ђиро 2018, са циљем да одбрани титулу.
Ђиро 2018. освојио је Крис Фрум, који је на етапи 19 напао на 80 km до циља и дошао до соло побједе; Побиједио је 46 секунди испред Холанђанина Тома Димулена, побједника Ђира 2017. Прије етапе 19, Фрум је био четврти у генералном пласману, три минута и 22 секунде иза Сајмона Јејтса. Јејтс је остварио три етапне побједе и носио је розе мајицу 14 дана, док је на етапи 19 отпао од групе већ на почетку Коле деле Финестреа и етапу је завршио 38 минута иза Фрума. На етапи 19, Тибо Пино је дошао до подијума, трећег мјеста у генералном пласману, али је на етапи 20 остао без снаге, завршио је 45 минута иза групе, након чега је одвезен у болницу и напустио је Ђиро уочи последње етапе. Фрум је побједом на Ђиру објединио титуле на све три гранд тур трке, након освајања Тур де Франса и Вуелта а Еспање 2017; постао је тек трећи возач који је у истом тренутку био побједник све три гранд тур трке.
Поред Фрума, Ђиро је обиљежио Елија Вивијани са четири етапне побједе и освојеном класификацијом по поенима, као и Ричард Карапаз, који је постао први Еквадоријанац који је освојио етапу на Ђиру.

## Промјене
Организатори Ђира — конзорцијум RCS Sport, покренули су заједно са организаторима Тура и Вуелте (Амори спортска организација) иницијативу о смањењу броја возача на Гранд тур тркама са девет на осам, што UCI првобитно није прихватио и број возача је остао исти за 2017 годину. UCI је касније прихватио приједлог и број возача је смањен на осам почевши од 2018, што значи да ће умјесто 198 на Ђиру и другим гранд тур тркама, учествовати 176 возача.

## Занимљивости
Ђиро 2018 имао је 21 етапу и три дана одмора, на три понедељка; са три етапе у Израелу и три на Сицилији на повратку у Италију. Преосталих 15 водили су возаче сјеверно до Монте Зонколана, а затим западно до Алпа, близу Француске и завршне успоне Прато Невозо, Жаферо и Червинија. Возачи су авионом превезени из Израела до Италије, а затим су превезени авионом до Рима, пред последњу етапу.
Рим је био домаћин последње етапе по четврти пут, претходна три пута био је домаћин 1911, 1950 и 2009.
- Укупна дужина трке била је 3.546 km, док је просјечна дужина етапа била 168,9 km.[20]
- Вожена су два хронометра, укупне дужине 44,2 km (прва етапа: 9.7 km, етапа 16: 34.5 km).[20]
- Укупно је вожено 39 категорисаних успона, са укупном надморском висином 44.000 м.[20]
- Најдужа етапа била је десета, од Пене до Гвалдо Тадине, у дужини од 239 km. Најдужа етапа икада вожена је од Луке до Рима 1914, у дужини од 430 km.[20] Најкраћа етапа био је хронометар на првој етапи, дуг 9,7 km.[20]

Етапе су биле званично класификоване по степену тежине да би се одлучило о временском лимиту и другим организационим аспектима:
- Хронометри: 2
- Лакше етапе: 7
- Средње тешке етапе: 6
- Веома тешке етапе: 6

### Историјски тренуци
Ђиро 2018 је обиљежио неколико значајних момената из историје трке и Италије:
- Хронометар не отварању била је "етапа Ђино Бартали", у знак сјећања на троструког побједника Ђира — Ђина Барталија, који је укључен међу 682 Италијана који су добили признање "Праведних међу народима" од стране Израела, због кријумчарења докумената на бициклу за вријеме Нацистичке Италије, помажући Јеврејима током Другог свјетског рата.[20]
- Девета етапа до Кампо Императореа била је "етапа Пантани", у знак сјећања на Марка Пантанија, који је трагично умро 2004. године. Пантани је 1999. побиједио на Кампо Императореу, али је дисквалификован на етапи до Мадоне ди Кампиљо звог високог нивоа хематокрита.[20]
- Етапа 11 до Озима пролазила је кроз Филотрано, у знак сјећања на Микелеа Скарпонија, који је убијен на тренингу близу куће, неколико дана прије старта Ђира 2017. Скарпони је освојио Ђиро 2011, након дисквалификације Алберта Контадора.[20]
- Награда Чима Копи, названа по петоструком побједнику Ђира — Фаусту Копију, додјељује се првом возачу који пређе преко највећег успона на Ђиру.[21] Највећи успон 2018 био је Коле деле Финестре, вожен на етапи 19, са надморском висином 2.178 m.[20]

## Контроверзе
Организација Људска права, са сједиштем у Европи, упутила је писмо RCS Sportu, у коме траже да се помјери старт Ђира из Израела. Поред међународне организације људских права, етничке туристичке организације, спортских и вјерских група које су потписале писмо, били су и Амерички лингвиста и аутор — Ноам Чомски, бивши адвокати Уједињених нација за палестинско право — Џон Дигард и Ричард Фалк, италијански драмски писац Мони Овадија, чланови Европског парламента — Елеонора Форенца и Серђо Коферати, као и бивша замјеница предсједника Европског парламента — Луиза Моргантини.
"Одржавање 'великог почетка' трке 2018 у Израелу, неће само покрити војну окупацију израелске војске и расистичку политику против Палестине, такође ће погоршати израелски смисао некажњености и охрабрити их у свом порицању права палестинског народа прописаних Уједињеним нацијама." Наводи се у писму ECCP-а. RCS Sport је објавио 18 септембра да ће Ђиро 2018 стартовати индивидуалним хронометром у Јерусалиму, након чега ће се возити још двије етапе у Израелу, у Тел Авиву и Еилату у јужном дијелу државе. Етапе у Јерусалиму и Еилату су нарочито биле проблематичне за ECCP. Етапе планиране у Јужном Израелу пролазе кроз десетине палестинских села које Израел одбија да призна. У писму је такође наведено да трка сарађује са најмање једном компанијом активном у илегалном израелском насељу.
На презентацији руте у Милану, 29. новембра 2017, RCS Sport је за прву етапу у Јерусалиму употребио израз "западни Јерусалим" за дио града гдје ће се возити хронометар, за који и Израел и Палестина имају потраживања. Израел је заузео источни Јерусалим након Шестодневног рата 1967. године. Касније су га анексирали, иако међународне организације нису признале тај потез. Израел сада наводи цијели град као јединствену пријестоницу, док Палестинци сматрају да је источни Јерусалим нелегално окупиран. Министарка спорта Израела — Мири Регев и министар туризма — Јарив Левин изјавили су да ће држава отказати подршку Ђиру ако се референца западни Јерусалим не промијени, истакавши "У Јерусалиму, главном граду Израела, нема источног и западног." RCS Sport је након тога уклонио референцу западни Јерусалим са мапе и званичних информација о Ђиру 2018. У обавјештењу навели су да се "западни Јерусалим" односило на географску одредницу мјеста гдје ће се возити хронометар, без икакве везе са политиком.
Након потврде да ће Крис Фрум возити Ђиро, појавиле су се информације да ће RCS Sport платити Фруму и тиму Скај 2 милиона евра за учешће, што је оповргао директор Ђира — Мауро Вењи. UCI је 13. децембра 2017. године објавио да је Фрум био позитиван на допинг тесту, на салбутамол, лијек који се користи за астму; позитивни су били и А и Б узорци. Позитиван је био на тесту урађеном 7. септембра, током 18 етапе Вуелта а Еспање; у организму је имао дупло више од дозвољене дозе салбутамола. Дозвољена доза је 1.000 ng/ml (досл. нанограм/милилитар), док је према правилнику UCI-ја, максимална казна суспензија на двије године. Фрум је возио Ђиро, док је чекао да се случај ријеши; директор Ђира — Мауро Вењи, изјавио је да Фрумов резултат неће бити избрисан без обзира на исход истраге. Пресуда је донесена девет мјесеци након позитивног резултата, пет дана прије Тур де Франса; Фрум је ослобођен свих оптужби.

## Фаворити
Први фаворит на Ђиру 2018. био је Британац Крис Фрум, који је прије Ђира освојио четири пута Тур де Франс и Вуелта а Еспању 2017. Други фаворит трке био је Том Димулен, побједник Ђира 2017, који је и једини возач у борби за генерални пласман који може на хронометар да иде боље од Фрума. највећи конкуренти требало је да буду Фабио Ару, који је освојио друго мјесто 2015, Тибо Пино, који је завршио четврти 2017. и Естебан Чавез. Узданица Италијана у борби за подијум поред Аруа био је Доменико Поцовиво, који је претходно 11 пута возио Ђиро и пет пута га завршио међу првих 10, док му је најбољи резултат било пето мјесто 2014. године. Сајмон Јејтс је био лидер Мичелтон—Скот тима, заједно са Естебаном Чавезом, који је освојио друго мјесто на Ђиру 2016, док је Канађанин Мајкл Вудс био лидер Кенондејл—Драпак тима, у намјери да донесе нову радост Канађанима, након што је 2012. Ђиро освојио Рајдер Хеседал. БМЦ су предводили Роан Денис и Николас Роуч, у намјери да заврше у топ 10, док је са истим циљем ЛотоНЛ—Јумбо предводио Џорц Бенет. Астану је предводио Мигел Анхел Лопез, који је постао професионалац 2015. и по мишљењу многих, будући гранд тур побједник. Бора—Ханзгро тим дошао је на трку са два лидера: Давиде Формоло, који је у топ 10 завршио 2017. и Патрик Конрад; док је Мовистар предводио Карлос Бетанкур, уз Парагвајца Ричарда Карапаза. Дименжен Дата тим предводио је Луис Ментјенс, који је завршио у топ 10 на Тур де Франсу двапут.
Од спринтера на Ђиру су били Елија Вивијани, Сем Бенет, Јакуб Маречко, Никола Бонифацио, Саша Модоло, Дани ван Попел, Јенс Дебушире и Рајан Гибонс. Од других возача за праћење на Ђиру, ту су били Дијего Улиси, побједник неколико етапа на Ђиру; Тим Веленс, из Лото Судала, који је без лидера за генерални пласман, са намјером да освоји што више етапа; Сем Омен, коме је примарни циљ да ради за Тома Димулена; Харлинсон Пантано из Трека, који такође немају лидера за генерални пласман, као и млади Максимилијан Шахман у потрази за етапном побједом.

## Тимови
На Ђиру 2018. учествовала су 22 тима, са по осам возача. 18 ворлд тур тимова имало је аутоматску позивницу, док организатори трке — RCS Sport додјељује четири вајлд кард позивнице. Очекивало се да ће бициклистички клуб Израел сајклинг академи добити позивницу, док су све четири позивнице објављене 20. јануара. Поред тима из Израела, највеће шансе за добијање позивнице имао је Андрони—Сидермек—Ботекја, захваљујући освајању Сиклосимо купа 2017. Што је значило да се за преостала два мјеста боре Нипо—Вино Фантини, Вилер—Селе Италија и Бардијани—ЦСФ. Директор Ђира — Мауро Вењи изјавио је да ће приликом давања позивница пажња бити усмјерена на тимове из Италије, али ће водити рачуна и о тренутним и будућим интересима трке. Претходних година, позивнице су добијали Гаспром и ЦЦЦ Спранди тим, који су добили предност испред италијанских тимова.
Све четири вајлд кард позивнице објављене су 20. јануара 2018, позивнице су добили: Израел сајклинг академи, Андрони—Сидермек—Ботекја, Бардијани —ЦСФ и Вилер Тријестина—Селе Италија. Тако је без позивнице остао Нипо—Вини Фантини, за који вози побједник Ђиро д’Италије 2004 — Дамијано Кунего, који је раније изразио жељу да заврши каријеру на Ђиру 2018.
UCI ворлд тур тимови:
| - АГ2Р Ла Мондијал - Астана - Бахрејн–Мерида - БМЦ - Бора–Ханзгро - Дименжен Дата - Едукатион—Драпак - Каћуша - Квик–Степ Флорс | - ЛотоНЛ–Јумбо - Лото–Судал - Мичелтон–Скот - Мовистар - Скај - Санвеб - Трек–Сегафредо - UAE тим Емирејтс - Франсес де Жу |

 Континентални тимови:
| - Андрони—Сидермек—Ботекја - Бардијани—ЦСФ | - Вилер Тријестина—Селе Италија - Израел сајклинг академи |

## Рута и етапе
Ђиро 2018 стартовао у је у Јерусалиму, у Израелу, гдје је су вожене три етапе: индивидуални хронометар у Јерусалиму у дужини 9,7 km и двије равне етапе, Хајфа — Тел Авив и Биршеба — Еилат. RCS Sport је зарадио 10 милиона евра, што их је убиједило да старт Ђира буде у Израелу, без обзира на критике због палестинског проблема и потенцијалних безбједоносних проблема. Након етапа у Израелу, услиједио је додатни дан одмора и транспорт возача у Италију. Прве двије етапе у Италији вожене су у Сицилији; Лакше брдске етапе од Катаније до Калтађиронеа и од Калтађиронеа до Санта Нинфе, након чега је вожена прва етапа са циљем на успону. Успон Етна био је циљ шесте етапе; дуг је 14,1 km, уз 4 km секције по 8 процената нагиба, гдје су вођене прве борбе за генерални пласман. Седма етапа вожена је по равном, од Пица до Праја а Маре, а након ње и проласка бродом кроз Месину, Ђиро је отишао сјеверно преко Калабрије и Кампаније, са још једним брдским циљем у Монтеверђине ди Меркољану. Прва недеља завршена је на успону Кампо Императоре у сјенкама Гран Сасоа, 19 година након што је Марко Пантани тријумфовао на тој етапи.
Друга недеља почела је са двије лакше брдске етапе; десета етапа, вожена од Пене до Гвалдо Тадине, садржала је три брдска успона, од којих је најтежи, брдски циљ друге категорије Фонте дела Крета, вожен на почетку етапе. На етапи 11, воженој од Асизија до Озима, укупне дужине од 156 km, вожена су два брдска циља треће категорије. Ђиро је настављен са двије равне етапе, вожене сјеверно до Нервеза дела Батаље, кроз Имолу и Ферару, поред јадранске обале и ријеке По. Обје етапе су имале кратак успон у финишу, да би спринтери морали да се помуче до побједе. Циљ је посвећен жртвама Првог свјетског рата и био је последња шанса за опоравак фаворита у борби за генерални пласман прије одлучујуће недеље. Велике планине почеле су са 181 km дугом етапом 14 до Монте Зонколана на сјевероистоку Италије. Етапа је садржала четири кратка, али стрма успона прије последњег успона на Зонколан, са просјечним нагибом 14.9 процената. Етапа 15 вожена је од Толмеца до Сападр, укупне дужине од 176 km. Етапа је ишла у Доломите, гдје су вожена четири успона. Брдски циљ треће категорије Пасо дела Маурија на почетку етапе и три брдска циља друге категорије: Пасо тре Крочи дуг 12,5 km и кратки али стрми успони у финишу Пасо ди Сант Антонио и Косталисојо. Након етапе 15 услиједио је последњи дан одмора.
Хронометар дуг 34,5 km између Трента и Роверета, вожен је по равном на етапи 16 и одговарао је Крису Фруму, који се не би одлучио да вози Ђиро без ове етапе. Циљ етапе 17 био је у Изеу, у срцу винског региона Франкјакорта. Етапа је садржала само један успон на почетку, што је била последња равна етапа и последња шанса за спринтере прије Рима. Етапа 18 ишла је источно у Алпе, са циљем у Прато Невозоу, успону дугом 13,9 km, са просјечним нагибом од 7 процената и прва је од три завршне брдске етапе. Павел Тонков и Стефано Гарцели су тријумфовали на овој етапи 1996 и 2000. На Ђиру 2017, Том Димулен је на сличном успону Оропа преузео розе мајицу. Етапа 19 била је најтежа на Ђиру 2018. Дуга 181 km, садржала је четири велика успона, са земљаним путем. Такође Коле деле Финестре је највећи успон на Ђиру — Чима Копи. Успон је дуг 17 km, са 9.2 процента просјечног нагиба. Након Финестреа, услиједио је блажи успон — Сестријере, а затим 7,2 km дуг успон Жаферо. Мауро Сантамброђо је 2013 тријумфовао на овој етапи, али је затим дисквалификован због допинга; док је Винченцо Нибали ту етапу завршио други, на путу до освајања Ђира 2013. Брдске етапе завршене су у суботу, са 214 km дугом етапом 20 до Червиније. Етапа је садржала три успона: Кол Тсекуре и Кол де Сант Панталеон, оба су дуга по 16 km, док је последњи успон, на коме је и био циљ, дуг 19 km. Ђиро је завршен са равном етапом у Риму. Етапа је била дуга 118 km, вожено је 10 кругова по 11 km. Етапа није ишла до Ватикана, али је ишла око Колосеума, док је циљ био у центру, у улици Виа деи Фори Империјали.
| Етапа | Датум   | Рута                                     | Дистанца | Тип | Тип                       | Побједник           |
| ----- | ------- | ---------------------------------------- | -------- | --- | ------------------------- | ------------------- |
| 1     | 4. мај  | Јерусалим — Јерусалим                    | 9.7 km   |     | Индивидуални хронометар   | Том Димулен         |
| 2     | 5. мај  | Хајфа — Тел Авив                         | 167 km   |     | Равна етапа               | Елија Вивијани      |
| 3     | 6. мај  | Биршеба — Еилат                          | 226 km   |     | Равна етапа               | Елија Вивијани      |
|       | 7. мај  |                                          |          |     | Дан одмора                |                     |
| 4     | 8. мај  | Катанија — Калтађироне                   | 191 km   |     | Лакша брдска етапа        | Тим Веленс          |
| 5     | 9. мај  | Агриђенто — Санта Нинфа                  | 152 km   |     | Лакша брдска етапа        | Енрико Батаљин      |
| 6     | 10. мај | Калтанисета — Етна                       | 163 km   |     | Средње тешка брдска етапа | Естебан Чавез       |
| 7     | 11. мај | Пицо — Праја а Маре                      | 159 km   |     | Равна етапа               | Сем Бенет           |
| 8     | 12. мај | Праја а Маре — Монтеверђине ди Меркољано | 208 km   |     | Лакша брдска етапа        | Ричард Карапаз      |
| 9     | 13. мај | Пезко Санита — Гран Сасо д’Италија       | 224 km   |     | Тешка брдска етапа        | Сајмон Јејтс        |
|       | 14. мај |                                          |          |     | Дан одмора                |                     |
| 10    | 15. мај | Пене — Гвалдо Тадино                     | 239 km   |     | Лакша брдска етапа        | Матеј Мохорич       |
| 11    | 16. мај | Асизи — Озимо                            | 156 km   |     | Лакша брдска етапа        | Сајмон Јејтс        |
| 12    | 17. мај | Озимо — Имола                            | 213 km   |     | Равна етапа               | Сем Бенет           |
| 13    | 18. мај | Ферара — Нервеза дела Батаља             | 180 km   |     | Равна етапа               | Елија Вивијани      |
| 14    | 19. мај | Сан Вито ал Таљаменто — Монте Зонколан   | 181 km   |     | Тешка брдска етапа        | Крис Фрум           |
| 15    | 20. мај | Толмецо — Сапада                         | 176 km   |     | Средње тешка брдска етапа | Сајмон Јејтс        |
|       | 21. мај |                                          |          |     | Дан одмора                |                     |
| 16    | 22. мај | Тренто — Роверето                        | 34 km    |     | Индивидуални хронометар   | Роан Денис          |
| 17    | 23. мај | Рива дел Гарда — Изео                    | 155 km   |     | Равна етапа               | Елија Вивијани      |
| 18    | 24. мај | Абијатеграсо — Прато Невозо              | 196 km   |     | Средње тешка брдска етапа | Максимилијан Шахман |
| 19    | 25. мај | Венарија Реале — Бардонекија             | 181 km   |     | Тешка брдска етапа        | Крис Фрум           |
| 20    | 26. мај | Суса — Бреј-Червинија                    | 214 km   |     | Тешка брдска етапа        | Микел Ниеве         |
| 21    | 27. мај | Рим — Рим                                | 118 km   |     | Равна етапа               | Сем Бенет           |

## Класификације
На Ђиро д’Италији, као и на друге двије гранд тур трке, додјељују се четири различите мајице — за четири класификације. Поред четири главне, постоје и мање класификације, за које се не додјељују мајице.
- Прва и најважнија класификација је генерални пласман; побједник генералног пласмана је и побједник Ђира. Пласман се рачуна тако што се на времена возача остварена на првој етапи, додају времена остварена на свакој наредној. Три првопласирана возача на свакој етапи добијају временску бонификацију (10, 6 и 4 секунде). Возач са најмањим временом у току трку носи розе мајицу и сматра се побједником Ђира.[76][77][78]
- Једна од другостепених класификација на Ђиру је Класификација по поенима. Возачи добијају поене на свакој етапи, док број поена који се додјељује зависи од типа етапе. До 2014, број поена који се додјељује био је исти на свим етапама (по 25 за побједника), због чега су класификацију освајали и возачи који се боре за генерални пласман. Од Ђира 2014, систем је промијењен, да би спринтери добили више шанси за освајање класификације.[77] Број поена који се додјељује и број возача који добијају поене зависи од типа етапе:
  - на равним етапама поене добија првих 15 возача (50, 35, 25, 18, 14, 12, 10, 8, 7, 6, 5, 4, 3, 2, 1);
  - На средње тешким брдским етапама поене добијају[24] десеторица првопласираних возача (25, 18, 12, 8, 6, 5, 4, 3, 2, 1);
  - На тешким брдским етапама поене добијају десеторица првопласираних возача (15, 12, 9, 7, 6, 5, 4, 3, 2 и 1).[76] Лидер класификације по поенима од 2017 носи љубичасту мајицу (итал. Maglia Ciclamino).[79] Од 1970 до 2010, такође је кориштена љубичаста мајица (боје слеза); док је у периоду од 2010 до 2016 мајица за лидера класификације по поенима била црвена.[80]
- Једна од другостепених класификација је и брдска класификација. За брдску класификацију, поени се додјељују првим возачима који пређу преко назначених успона. Успони су категоризовани у пет категорија:
  - Чима Копи: додјељује се само на највишем успону на Ђиру, 2018 је то Коле деле Финестре, са 2.178 метара надморске висине.[20] Поени се додјељују деветорици првопласираних возача преко успона (45, 30, 20, 14, 10, 6, 4, 2, 1);[77]
  - Прва категорија: на успонима прве категорије поене добија осам првопласираних возача (35, 18, 12, 9, 6, 4, 2, 1);[77]
  - Друга категорија: поени се додјељују за шесторицу првопласираних возача преко успона (15, 8, 6, 4, 2, 1);[77]
  - Трећа категорија: поени се додјељују само четворици првопласираних возача (7, 4, 2, 1);[77]
  - Четврта категорија: поене добијају три првопласирана возача (3, 2, 1).[77] Лидер брдске класификације носи плаву мајицу.[76]

- Четврта мајица која се додјељује је за најбољег младог возача. Лидер се одлучује по оствареном времену, исто као и за генерални пласман; у класификацији се такмиче само возачи млађи од 25 година. Лидер класификације носи бијелу мајицу.[77]
- Поред класификација за које се додјељују мајице, на Ђиру су присутне и друге, мање класификације; једна од њих је тимска класификација, односно двије тимске класификације. Главна, Трофеј брзи тим, рачуна се тако што се сабирају времена прва три возача из сваког тима, на свакој етапи посебно; времена се додају на претходна и сабирају се, Лидер је тим са најмањим временом. Трофеј супер тим рачуна се тако што првих 15 возача на свакој етапи добија поене; лидер је тим са највише поена.[77]

Додјељују се награде и за неколико мањих класификација:
- Једна од мањих класификација је класификација пролазних циљева. Свака друмска етапа има два спринта, први је пролазни циљ, на којем се добијају поени за класификацију по поенима, али је такође и посебна класификација. Возачи добијају поене и возач са највише поена освојених на пролазним циљевима је побједник класификације.[77]
- Друга мања класификација је класификација за борбеност. Поени се додјељују побједницима етапа, возачима који пређу први преко означених успона и пролазних циљева.[77]
- Трећа мања класификација је класификација за бијег (итал. Premio della Fuga). У овој класификацији поени се додјељују сваком возачу који је провео барем 5 km у бијегу у коме је било мање од десет возача. Возачима се додјељује по један бод за сваки километар који проведу у таквом бијегу; возач са највише скупљених поена је побједник класификације.[77]
- Последња класификација је фер плеј за тимове. Тимови добијају казнене бодове за кршење било каквог правила:
  - Упозорење — 0,50 поена;
  - Новчана казна је 1 поен;
  - Временска казна је 2 поена;
  - Декласификација возача или тимског аута је 100 поена;
  - Дисквалификација возача је 1.000 поена;
  - колико неки возач буде позитиван на допинг тесту тим добија 2.000 поена. Тим са најмање поена на крају трке је побједник класификације.[77]

| Етапа | Побједник           | Генерални пласман | Класификација по поенима | Брдска класификација | Најбољи млади возач | Тимска класификација |
| ----- | ------------------- | ----------------- | ------------------------ | -------------------- | ------------------- | -------------------- |
| 1     | Том Димулен         | Том Димулен       | Том Димулен              | Није додијељена      | Максимилијан Шахман | Каћуша               |
| 2     | Елија Вивијани      | Роан Денис        | Елија Вивијани           | Енрико Барбин        | Максимилијан Шахман | Каћуша               |
| 3     | Елија Вивијани      | Роан Денис        | Елија Вивијани           | Енрико Барбин        | Максимилијан Шахман | Каћуша               |
| 4     | Тим Веленс          | Роан Денис        | Елија Вивијани           | Енрико Барбин        | Максимилијан Шахман | Мичелтон—Скот        |
| 5     | Енрико Батаљин      | Роан Денис        | Елија Вивијани           | Енрико Барбин        | Максимилијан Шахман | Мичелтон—Скот        |
| 6     | Естебан Чавез       | Сајмон Јејтс      | Елија Вивијани           | Естебан Чавез        | Ричард Карапаз      | Мичелтон—Скот        |
| 7     | Сем Бенет           | Сајмон Јејтс      | Елија Вивијани           | Естебан Чавез        | Ричард Карапаз      | Мичелтон—Скот        |
| 8     | Ричард Карапаз      | Сајмон Јејтс      | Елија Вивијани           | Естебан Чавез        | Ричард Карапаз      | Мичелтон—Скот        |
| 9     | Сајмон Јејтс        | Сајмон Јејтс      | Елија Вивијани           | Сајмон Јејтс         | Ричард Карапаз      | Мичелтон—Скот        |
| 10    | Матеј Мохорич       | Сајмон Јејтс      | Елија Вивијани           | Сајмон Јејтс         | Ричард Карапаз      | Мичелтон—Скот        |
| 11    | Сајмон Јејтс        | Сајмон Јејтс      | Елија Вивијани           | Сајмон Јејтс         | Ричард Карапаз      | Мичелтон—Скот        |
| 12    | Сем Бенет           | Сајмон Јејтс      | Елија Вивијани           | Сајмон Јејтс         | Ричард Карапаз      | Мичелтон—Скот        |
| 13    | Елија Вивијани      | Сајмон Јејтс      | Елија Вивијани           | Сајмон Јејтс         | Ричард Карапаз      | Мичелтон—Скот        |
| 14    | Крис Фрум           | Сајмон Јејтс      | Елија Вивијани           | Сајмон Јејтс         | Мигел Анхел Лопез   | Скај                 |
| 15    | Сајмон Јејтс        | Сајмон Јејтс      | Елија Вивијани           | Сајмон Јејтс         | Мигел Анхел Лопез   | Скај                 |
| 16    | Роан Денис          | Сајмон Јејтс      | Елија Вивијани           | Сајмон Јејтс         | Мигел Анхел Лопез   | Скај                 |
| 17    | Елија Вивијани      | Сајмон Јејтс      | Елија Вивијани           | Сајмон Јејтс         | Мигел Анхел Лопез   | Скај                 |
| 18    | Максимилијан Шахман | Сајмон Јејтс      | Елија Вивијани           | Сајмон Јејтс         | Мигел Анхел Лопез   | Скај                 |
| 19    | Крис Фрум           | Крис Фрум         | Елија Вивијани           | Крис Фрум            | Мигел Анхел Лопез   | Скај                 |
| 20    | Микел Ниеве         | Крис Фрум         | Елија Вивијани           | Крис Фрум            | Мигел Анхел Лопез   | Скај                 |
| 21    | Сем Бенет           | Крис Фрум         | Елија Вивијани           | Крис Фрум            | Мигел Анхел Лопез   | Скај                 |
| Крај  | Крај                | Крис Фрум         | Елија Вивијани           | Крис Фрум            | Мигел Анхел Лопез   | Скај                 |

## Резултати
| розе             | Означава побједника генералног пласмана      | Плава мајица  | Означава побједника брдске класификације                    |
| Љубичаста мајица | Означава побједника класификације по поенима | Бијела мајица | Означава побједника класификације за најбољег младог возача |

### Генерални пласман
| Позиција | Возач                   | Тим            | Вријеме     |
| -------- | ----------------------- | -------------- | ----------- |
| 1        | Крис Фрум (GBR)         | Скај           | 89h 02' 39" |
| 2        | Том Димулен (NED)       | Санвеб         | + 46"       |
| 3        | Мигел Анхел Лопез (COL) | Астана         | + 4' 57"    |
| 4        | Ричард Карапаз (ECU)    | Мовистар       | + 5' 44"    |
| 5        | Доменико Поцовиво (ITA) | Бахреин—Мерида | + 8' 03"    |
| 6        | Пељо Билбао (ESP)       | Астана         | + 11' 50"   |
| 7        | Патрик Конрад (AUT)     | Бора—Ханзгро   | + 13' 01"   |
| 8        | Џорџ Бенет (NZL)        | ЛотоНЛ—Јумбо   | + 13' 17"   |
| 9        | Сем Омен (NED)          | Санвеб         | + 14' 18"   |
| 10       | Давиде Формоло (ITA)    | Бора—Ханзгро   | + 15' 16"   |

### Класификација по поенима
| Позиција | Возач                  | Тим                           | Поени |
| -------- | ---------------------- | ----------------------------- | ----- |
| 1        | Елија Вивијани (ITA)   | Квик—Степ Флорс               | 341   |
| 2        | Сем Бенет (IRL)        | Бора—Ханзгро                  | 282   |
| 3        | Давиде Балерини (ITA)  | Андрони—Сидермек—Ботекја      | 147   |
| 4        | Саша Модоло (ITA)      | ЕФ Едукатион Фирст—Драпак     | 122   |
| 5        | Сајмон Јејтс (GBR)     | Мичелтон—Скот                 | 113   |
| 6        | Марко Фрапорти (ITA)   | Андрони—Сидермек—Ботекја      | 111   |
| 7        | Дени ван Попел (NED)   | ЛотоНЛ—Јумбо                  | 107   |
| 8        | Никола Бонифацио (ITA) | Бахреин—Мерида                | 93    |
| 9        | Еугерт Жупа (ALB)      | Вилер Тријестина—Селе Италија | 84    |
| 10       | Том Димулен (NED)      | Санвеб                        | 73    |

### Брдска класификација
| Позиција | Возач                   | Тим              | Поени |
| -------- | ----------------------- | ---------------- | ----- |
| 1        | Крис Фрум (GBR)         | Скај             | 125   |
| 2        | Ђулио Чиконе (ITA)      | Бардијани—ЦСФ    | 108   |
| 3        | Сајмон Јејтс (GBR)      | Мичелтон—Скот    | 91    |
| 4        | Микел Ниеве (ESP)       | Мичелтон—Скот    | 79    |
| 5        | Тибо Пино (FRA)         | Групама—ФДЈ      | 70    |
| 6        | Ричард Карапаз (ECU)    | Мовистар         | 65    |
| 7        | Том Димулен (NED)       | Санвеб           | 49    |
| 8        | Естебан Чавез (COL)     | Мичелтон—Скот    | 47    |
| 9        | Валерио Конти (ITA)     | УАЕ тим Емирејтс | 42    |
| 10       | Доменико Поцовиво (ITA) | Бахреин—Мерида   | 40    |

### Класификација за најбољег младог возача
| Позиција | Возач                     | Тим                      | Вријеме      |
| -------- | ------------------------- | ------------------------ | ------------ |
| 1        | Мигел Анхел Лопез (COL)   | Астана                   | 89h 07' 36"  |
| 2        | Ричард Карапаз (ECU)      | Мовистар                 | + 47"        |
| 3        | Сем Омен (NED)            | Санвеб                   | + 9' 21"     |
| 4        | Валерио Конти (ITA)       | УАЕ тим Емирејтс         | + 1h 18' 07" |
| 5        | Фаусто Маснада (ITA)      | Андрони—Сидермек—Ботекја | + 1h 21' 16" |
| 6        | Феликс Гросшартнер (AUT)  | Бора—Ханзгро             | + 1h 23' 50" |
| 7        | Матеј Мохорич (SLO)       | Бахреин—Мерида           | + 1h 35' 21" |
| 8        | Максимилијан Шахман (GER) | Квик—Степ Флорс          | + 1h 36' 39" |
| 9        | Џек Хејг (AUS)            | Мичелтон—Скот            | + 1h 58' 09" |
| 10       | Ђулио Чиконе (ITA)        | Бардијани—ЦСФ            | + 2h 03' 58" |

### Тимска класификација
| Позиција | Тим              | Вријеме      |
| -------- | ---------------- | ------------ |
| 1        | Скај             | 267h 48' 47" |
| 2        | Астана           | + 24' 58"    |
| 3        | Бора—Ханзгро     | + 43' 32"    |
| 4        | Санвеб           | + 1h 14' 35  |
| 5        | АГ2Р ла Мондијал | + 1h 30' 32" |
| 6        | Мовистар         | + 1h 39' 45" |
| 7        | ЛотоНЛ—Јумбо     | + 1h 47' 01" |
| 8        | Мичелтон—Скот    | + 2h 31' 52" |
| 9        | УАЕ тим Емирејтс | + 2h 33' 27" |
| 10       | Групама—ФДЈ      | + 2h 34' 04  |